# Айоско (тауншип, Миннесота)
Айоско (англ. Iosco) — тауншип в округе Уосика, Миннесота, США. На 2000 год его население составило 598 человек.

## География
По данным Бюро переписи населения США площадь тауншипа составляет 92,6 км², из которых 90,8 км² занимает суша, а 1,8 км² — вода (1,96 %).

## Демография
По данным переписи населения 2000 года здесь находились 598 человек, 221 домохозяйство и 169 семей.  Плотность населения —  6,6 чел./км².  На территории тауншипа расположено 249 построек со средней плотностью 2,7 построек на один квадратный километр. Расовый состав населения: 98,33 % белых, 0,33 % азиатов, 0,17% c Тихоокеанских островов, 0,33 % — других рас США и 0,84 % приходится на две или более других рас. Испанцы или латиноамериканцы любой расы составляли 0,84 % от популяции тауншипа.
Из 221 домохозяйства в 34,8 % воспитывались дети до 18 лет, в 69,7 % проживали супружеские пары, в 4,5 % проживали незамужние женщины и в 23,1 % домохозяйств проживали несемейные люди. 18,1 % домохозяйств состояли из одного человека, при том 3,2 % из — одиноких пожилых людей старше 65 лет. Средний размер домохозяйства — 2,71, а семьи — 3,12 человека.
27,3 % населения — младше 18 лет, 7,2 % — в возрасте от 18 до 24 лет, 27,6 % — от 25 до 44, 29,4 % — от 45 до 64, и 8,5 % — старше 65 лет. Средний возраст — 39 лет. На каждые 100 женщин приходилось 124,8 мужчин.  На каждые 100 женщин старше 18 приходилось 119,7 мужчин.
Средний годовой доход домохозяйства составлял 60 750 долларов, а средний годовой доход семьи —  64 028 долларов. Средний доход мужчин —  37 000  долларов, в то время как у женщин — 23 958. Доход на душу населения составил 26 709 долларов. За чертой бедности находились 4,5 % семей и 8,5 % всего населения тауншипа, из которых 13,7 % младше 18 и 4,8 % старше 65 лет.